# اكتناز الحيوانات

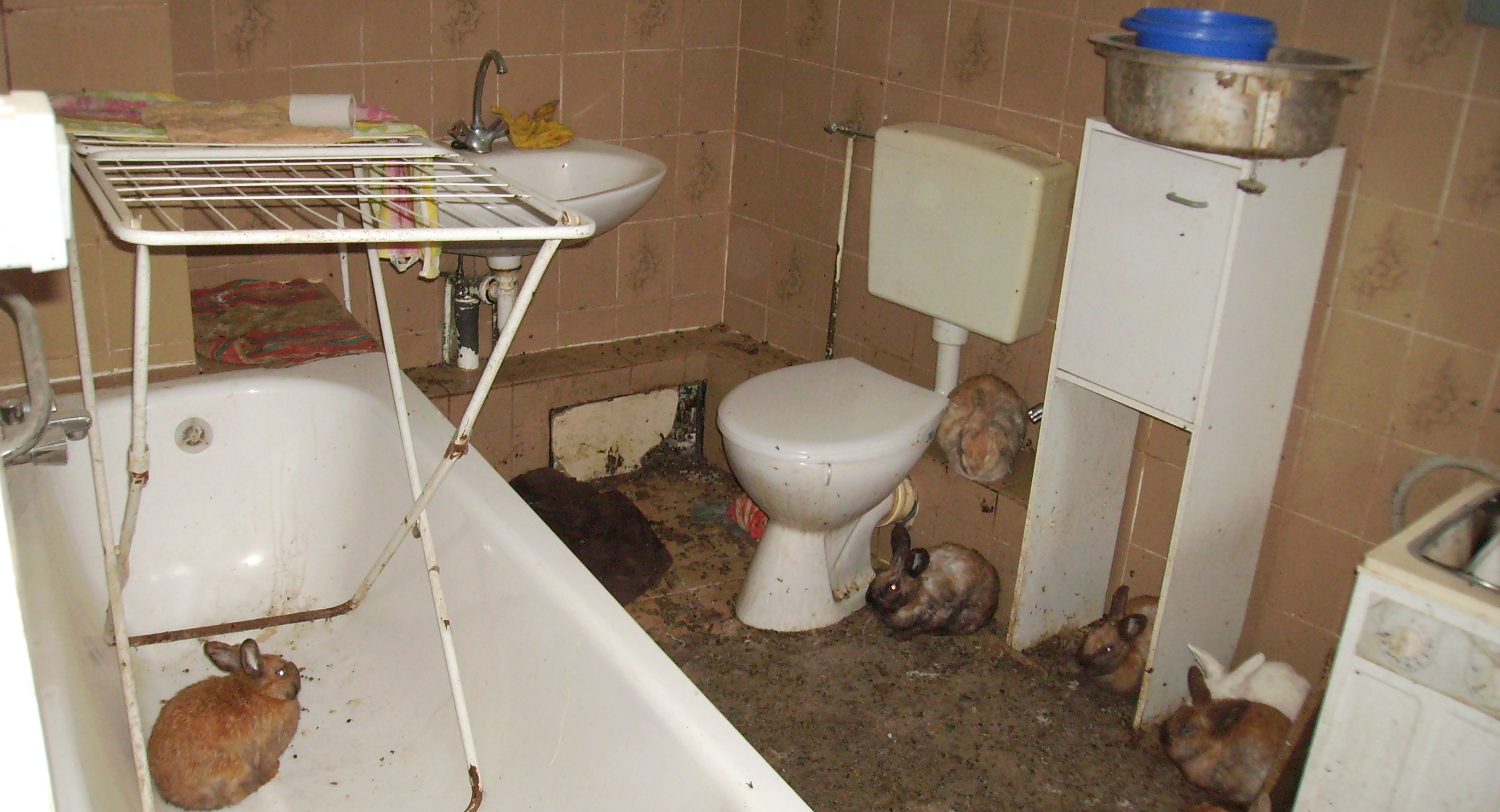
اكتناز الأرانب من الأمثلة على اكتناز الحيوانات

اكتناز الحيوانات هو الاحتفاظ بعدد كبير من الحيوانات الأليفة المنزلية دون القدرة على توفير مسكن وعناية مناسبة لها، وبنفس الوقت إنكار وجود عدم توفر القدرة هذه من قبل ممارسيها. يمكن تصنيف الاكتناز القهري كاضطراب نفسي لا كقسوة متعمدة تجاه الحيوانات. الأشخاص الذين يمارسون هذا الفعل متعلقون بحيواناتهم بشكل عميق ويجدون التخلِي عنها أمر صعب للغاية؛ وهم لا يدركون عادةً أنهم يؤذون هذه الحيوانات عند فشلهم في تقديم الرعاية المناسبة لهم. يعتقد المصابون بالاكتناز أنهم يقدمون القدر المعقول من الرعاية لحيواناتهم. توفر الجمعية الأمريكية لمنع القسوة ضد الحيوانات «فريق منع الاكتناز»، الذي يعمل مع المصابين بهذا الاضطراب من أجل مساعدتهم على الحصول على عدد بسيط وصحي من الحيوانات الأليفة.

## خصائص المكتنز
يحتفظ مكتنزو الحيوانات بعدد كبير وغير منطقي من الحيوانات الأليفة في منازلهم، ويفشلون في تقديم العناية المناسبة لهم. يختلف مكتنز الحيوانات عن مربي الحيوانات، الذين يمتلك عدد كبير من الحيوانات باعتبارهم العنصر الأساسي في عمله؛ قد يسبب هذا الاختلاف إشكالية، ومع ذلك بعض المكتزين كانوا مربي حيوانات سابقين توقفو عن بيع حيواناتهم والعناية بها، في حين سوف يدّعي آخرون بأنهم مربي حيوانات كنوع من آليات الدفاع عن أنفسهم، أو على أمل إحباط التدخل في هذا الخصوص. يعرّف غاري باترونك (مدير مركز الحيوانات والسياسة العامة بجامعة تافتس) الاكتناز بأنه: «سلوك بشري مرضي ينطوي على حاجة إلزامية للحصول على الحيوانات والسيطرة عليها، إلى جانب الفشل في التسليم بمعاناتهم». وفقاً لدراسة أخرى فإن المميزة الفارقة بين المكتنز والمربي هي أن المكتنز «يفشل في تزويد الحيوانات بالطعام الكافي والماء والصرف الصحي والرعاية البيطرية، و..... في حالة إنكار لعدم قدرته على توفير رعاية كافية للحيوانات». ترتبط سلوكيات الاكتناز القهري جنباً إلى جنب مع غيرها من الاضطرابات النفسية مثل اضطراب الوسواس القهري واضطراب الشخصية الوسواسية. طبقًا للإصدار الرابع من الدليل التشخيصي والإحصائي للاضطرابات النفسية. يتضمن الإصدار الخامسمن الدليل التشخيصي والإحصائي للاضطرابات النفسية تشخيصاً لاضطراب الاكتناز.
بشكل بديل، قد يكون اكتناز الحيوانات متعلِقاً بالإدمان أو الخرف أو حتى الوهم البؤري.
عدد الحيوانات المُكتنَزة وحده ليست عاملاً حاسماً في تشخيص الاكتناز. بدلاً من ذلك تتمثل المشكلة في عجز المالك عن توفير الرعاية للحيوانات ورفض المالك الإقرار بتدهور حالة كل من الحيوانات والأسرة. على سبيل المثال في حالة اكتناز للحيوانات، ضُبطت 11 قطة من عربة مقطورة. شهد نائب ضابط الشرطة أن المقطورة كانت تنبعث منها رائحة نفايات القطط بشكل قوي جداً لدرجة أنها على الرغم من معاناتها من احتقان شديد بالأنف أثناء التحقيق، واجهت صعوبة في البقاء في المقطورة لأكثر من بضع دقائق. وشهدت النائب كذلك بأنها لم تستطع أن تتنقل في أي مكان داخل العربة المقطورة دون أن تخطو على مادة برازية جديدة أو قديمة، وأنه حتى الموقد والحوض كانا ممتلئين بالنفايات الحيوية الخطرة. ومع ذلك، توفيت امرأة كندية مخلفةً وراءها 100 قطة مغذات ومعقمة ومُطعمة، ولم تُعتَبر مكتنزة للحيوانات لأنها رَعَت حيواناتها رعايةً سليمةً صحيحة.
يحدد اتحاد أبحاث اكتناز الحيوانات الخصائص التالية على أنها مشتركة بين جميع المكتنزين:
- تراكم العديد من الحيوانات، التي طغت على قدرة ذلك الشخص على توفير حتى الحد الأدنى من معايير التغذية والصرف الصحي والرعاية البيطرية.
- عدم الاعتراف بتدهور حالة الحيوانات (بما في ذلك المرض والجوع وحتى الموت) والبيئة المنزلية (الاكتظاظ الشديد والظروف غير الصحية للغاية).
- عدم إدراك التأثير السلبي لمجموعة الحيوانات على صحتهم ورفاهيتهم وعلى صحة أفراد الأسرة الآخرين.[7]

## الحلول القانونية

### الولايات المتحدة

#### القوانين الخاصة بالاكتناز
توجد القوانين المتعلقة باكتناز الحيوانات في ولايتين فقط هما إلينوي وهاواي.
صدر في عام 2001 تعديل قانون إلينوي للرعاية الإنسانية للحيوانات ليشمل تعريفاً لمكتنزي الحيوانات المرافقة والاستشارة النفسية الإلزامية لمكتنزي الحيوانات الذين ينتهكون المادة رقم 3. يُعتبر الشخص المدان بانتهاك المادة 3 من القانون (الذي ينص على توفير الغذاء والماء والمأوى المناسب والحماية من الطقس والرعاية البيطرية والرعاية الإنسانية والعلاج) مذنباً بارتكاب جنحة مع مخالفة ثانية أو لاحقة ترفع الجريمة إلى جناية من الدرجة الرابعة. يعتقد أحد المعلقين، فيكتوريا هايز، أنه على الرغم من أن تعريف إلينوي القانوني لـ «مرافق الحيوان المكتنز» هو خطوة في الاتجاه الصحيح، ولكن لا يوفر هذا التعريف أي أدوات إضافية للمدعي العام. وقالت إن اكتناز الحيوانات لا يحظره القانون، ويجب على المدعي العام أن يظهر انتهاكاً للمادة الثالثة من قانون الرعاية الإنسانية للحيوانات. من المهم أن نلاحظ أن اكتناز الحيوانات غير محظور حسب قانون ولاية إلينوي.
تحظر ولاية هاواي من ناحية أخرى على وجه التحديد اكتناز الحيوانات. أصبح اكتناز الحيوانات جريمة جنحة في عام 2008، وينص قانون العقوبات في هاواي الآن على:
(1) يرتكب الشخص جريمة اكتناز الحيوانات إذا -عن غير قصد أو عن قصد أو بتهور-:
●      (أ) امتلك أكثر من خمسة عشر كلباً أو قطاً أو مزيجاً من الاثنين.
●      (ب) فشل في توفير القوت الضروري لكل كلب أو قطة
●      (ج) فشل في تصحيح الظروف التي تعيش فيها الكلاب أو القطط، إذ تنجم الظروف الضارة بصحة الكلاب أو القطط أو صاحبها ورفاهها عن فشل الشخص في توفير كل ما سبق.
(2) اكتناز الحيوانات هو جنحة.
يجرم قانون هاواي الاكتناز بشكل خاص، في حين أن حرمان حيوان من القوت الضروري يمكن أن يشكل أيضاً جريمة منفصلة من القسوة على الحيوانات.
يختلف قانون اكتناز الحيوانات عن المراسيم التي تحد من عدد الحيوانات الأليفة التي يمكن لشخص واحد امتلاكها، لأنه يحظر الاحتفاظ بأكثر من خمسة عشر كلباً وقطاُ فقط في حال أخفق المالك في توفير الرعاية اللازمة للحيوانات وتسبب هذا الفشل في إصابة الحيوانات أو المالك.
يتمثل أحد الجوانب المهمة في القانون في قدرة المدعين العامين على توجيه اتهام واحد إلى المكتنزين يشمل كل الحيوانات التي اكتُنزت. عندما يُحاكم المكتنز بموجب قوانين القسوة على الحيوانات في الولاية، يتعين على المدعين العامين توجيه اتهامات متعددة له متعلقة بالقسوة على الحيوانات، بمعدل تهمة واحدة لكل حيوان في المبنى. من خلال خلق جريمة «اكتناز»، يبدو أن قانون هاواي يسمح للمدعين العامين بتوجيه تهمة واحدة إلى المكتنزين حول اكتناز الحيوانات لكي تُغطي هذه التهمة كل حيوان يمتلكه الشخص، ما يخفف من عبء الادعاء المتمثل في تقديم وثائق عن إصابة كل حيوان على حدة. ويقلل هذا أيضاً من العبء الثقيل الذي يمكن أن تفرضه التهم متعددة في المحاكم. لا ينص قانون ولاية هاواي على تقديم استشارة نفسية للمكتنزين المدانين أو تقييد ملكية الحيوانات في المستقبل.
اقتُرح تشريع مكافحة اكتناز الحيوانات في عدة ولايات أخرى، ولكنه لم يُمرّر.

### المملكة المتحدة
قالت المتحدثة باسم الجمعية الملكية لمنع القسوة على الحيوانات في المملكة المتحدة إن المجتمع يقوم بحملة لتشريع مراقبة الأشخاص الذين يمتلكون أعداداً كبيرة من الحيوانات.

## المخاطر
تشمل القضايا الصحية المتعلقة باكتناز الحيوانات مجموعة متنوعة من المخاوف المتعلقة بالصحة الفردية والعامة. يُعتبر اكتناز الحيوانات سبباً للعديد من المخاطر الصحية الشديدة التي تهدد الحيوانات المكتنَزة، والأفراد الذين يعيشون في المنازل التي يحدث فيها الاكتناز، والجيران المحيطين بهذه المنازل.

## وصلات خارجية
- مشروع توثيق اكتناز الحيوانات (بالإنجليزية)
- اتحاد أبحاث اكتناز الحيوان - جامعة تافتس (بالإنجليزية)